# ماسبارو-مرینیا
ماسبارو-مرینیا (به فرانسوی: Masbaraud-Mérignat) یکی از کمون‌های فرانسه است که در شهرستان کروز واقع شده‌است. ماسبارو-مرینیا ۲۰٫۳۹ کیلومتر مربع مساحت و ۳۷۱ نفر جمعیت دارد و ۴۱۵ متر بالاتر از سطح دریا واقع شده‌است.